# Bess Truman
Bess Truman (n. 13 februarie 1885 - d. 18 octombrie 1982) a fost soția lui Harry S. Truman, Președinte al Statelor Unite ale Americii. A fost Prima Doamnă a Statelor Unite ale Americii între 1945 și 1953.